# Distretto di Voitsberg
Voitsberg è un distretto amministrativo dello Stato di Stiria, in Austria.

## Geografia antropica
Il distretto si suddivide in 15 comuni, di cui 3 con status di città e 5 con diritto di mercato.

### Città
- Bärnbach
- Köflach
- Voitsberg

### Comuni mercato
- Edelschrott
- Ligist
- Maria Lankowitz
- Mooskirchen
- Stallhofen

### Comuni
- Geistthal-Södingberg
- Hirschegg-Pack
- Kainach bei Voitsberg
- Krottendorf-Gaisfeld
- Rosental an der Kainach
- Sankt Martin am Wöllmißberg
- Söding-Sankt Johann